# Пісінемо
Пісінемо (англ. Pisinemo) — переписна місцевість (CDP) в США, в окрузі Піма штату Аризона. Населення — 359 осіб (2020).

## Географія
Пісінемо розташоване за координатами 32°2′6″ пн. ш. 112°19′9″ зх. д. / 32.03500° пн. ш. 112.31917° зх. д. (32.034917, -112.319228). За даними Бюро перепису населення США в 2010 році переписна місцевість мала площу 5,88 км², уся площа — суходіл.

## Демографія
Згідно з переписом 2010 року, у переписній місцевості мешкала 321 особа в 80 домогосподарствах у складі 66 родин. Густота населення становила 55 осіб/км². Було 116 помешкань (20/км²).
Расовий склад населення:
| - 98,4 % — корінних американців - 0,6 % — білих |

До двох чи більше рас належало 0,9 %. Частка іспаномовних становила 5,9 % від усіх жителів.
За віковим діапазоном населення розподілялося таким чином: 32,1 % — особи молодші 18 років, 60,7 % — особи у віці 18—64 років, 7,2 % — особи у віці 65 років та старші. Медіана віку мешканця становила 28,2 року. На 100 осіб жіночої статі у переписній місцевості припадало 98,1 чоловіків; на 100 жінок у віці від 18 років та старших — 86,3 чоловіків також старших 18 років.
Середній дохід на одне домашнє господарство становив 33 104 долари США (медіана — 26 250), а середній дохід на одну сім'ю — 31 641 долар (медіана — 27 955). Медіана доходів становила 27 500 доларів для чоловіків та 35 179 доларів для жінок. За межею бідності перебувало 70,2 % осіб, у тому числі 74,9 % дітей у віці до 18 років та 100,0 % осіб у віці 65 років та старших.
Цивільне працевлаштоване населення становило 77 осіб. Основні галузі зайнятості: освіта, охорона здоров'я та соціальна допомога — 36,4 %, мистецтво, розваги та відпочинок — 31,2 %, публічна адміністрація — 24,7 %.